# Koncil u Arlesu
Koncil u Arlesu (lat. Concilium Arelatense) je naziv za nekoliko kršćanskih, kasnije katoličkih koncila održanih u gradu Arles u južnoj Francuskoj (Arelate u kasnoantičkoj Galiji). Iako im se ne priznaje status ekumenskih sabora neki od njih, pogotovo Prvi, imali su važnu ulogu u povijesti kršćanske Crkve. 
Najvažniji su:
- Koncil 314., koji je formalno osudio donatizam kao herezu. Sazvan je na zahtjev donatista koji su se požalili caru Konstantinu na odluku koncila u rimskom Lateranu 313. Koncil je sazvao sam car Konstantin. Osim što je na njemu ekskomuniciran Donat, doneseni su kanoni koji se tiču slavljenja Uskrsa na isti dan u cijelom Carstvu, te zabrana kršćanima da sudjeluju u gladijatorskim borbama i športskim utrkama.
- Koncil 353., sazvan u znak podrške arijanstvu.
- Koncil 1234., koji je osudio albigensku herezu.
- Koncil 1263., koji je osudio učenja Joakima Florskog.

## Vanjske poveznice
- Primary Documents concerning the council.